# Selenicereus stenopterus
Selenicereus stenopterus ist eine Pflanzenart in der Gattung Selenicereus aus der Familie der Kakteengewächse (Cactaceae).

## Beschreibung
Selenicereus stenopterus wächst schwach lianenartig spreizklimmend und ist unregelmäßig verzweigt. Die grünen, manchmal rötlich werdenden, dreikantigen Triebe sind an den Seitenflächen tief konkav. Die Rippen sind fast gerade bis etwas ausgeschweift. Aus den schwach erhabenen Areolen entspringen 1 bis 3 dicke, konische, hellbraune Dornen von 1 bis 3 Millimeter Länge.
Die stieltellerförmigen Blüten erscheinen entlang der Triebe und sind 8 bis 10 Zentimeter lang. Die Blütenröhre ist wenig aufwärts gebogen und nur 2 Zentimeter lang. Die fast linealischen, zugespitzten Blütenhüllblätter sind mehr oder weniger purpurrot und besitzen weiße Ränder. Die Staubfäden sind kurz und hervorragend. Der weiße Griffel ragt sehr weit heraus. Die kugelförmigen, glänzend roten Früchte erreichen Durchmesser von bis zu 7 Zentimeter.

## Verbreitung, Systematik und Gefährdung
Selenicereus stenopterus ist in Costa Rica im atlantischen Regenwald in Tieflagen verbreitet.
Die Erstbeschreibung als Cereus stenopterus wurde 1902 von Frédéric Albert Constantin Weber veröffentlicht. David Richard Hunt stellte die Art 2017 in die Gattung Selenicereus. Ein weiteres nomenklatorisches Synonym ist Hylocereus stenopterus (F.A.C.Weber) Britton & Rose (1909).
In der Roten Liste gefährdeter Arten der IUCN wird die Art als „Vulnerable (VU)“, d. h. als gefährdet geführt.

## Nachweise